# Badenburg (Gießen)
Die Badenburg gehört seit 1752 zu Wieseck, einem heutigen Stadtteil von Gießen in Hessen, und beherbergt heute die Gaststätte Badenburg Ritterkeller.

## Geographische Lage
Die Niederungsburg (Uferburg) liegt direkt am Ufer der Lahn etwas oberhalb der dortigen Stromschnellen. Seit dem 14. Jahrhundert kontrollierten die Herren von Badenburg einen wichtigen Uferweg, der bis ins 19. Jahrhundert die wichtigste Verbindung zwischen Lollar und Gießen darstellte. Auch heute kann dieser für den Kfz-Verkehr gesperrte Verbindungsweg für Touren und Spaziergänge genutzt werden. Die teilweise nicht asphaltierte Strecke über die Badenburg ist eine beliebte Abkürzung des Lahntalradwegs.

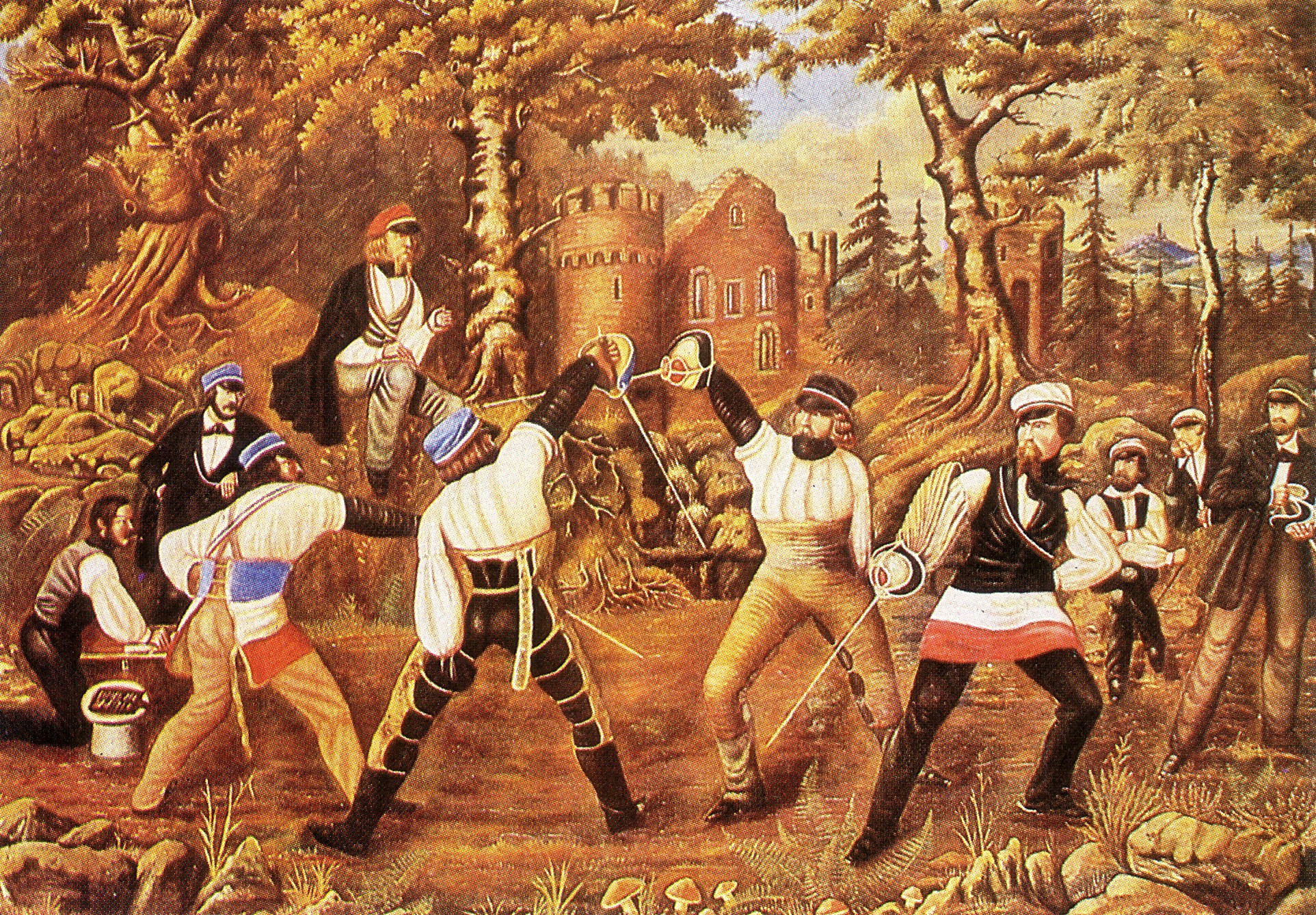
Mensur des Gießener SC vor der Badenburg (1843/44)

## Geschichte
1323 trug Ritter Bernhard von Göns (Gunse) seinen „Gaden“ (cubile; Lagerhaus, Fluchtburg) im Dorf Dyduldishusen und einen davor gelegenen Hof dem Hartrad VI. (VII.) von Merenberg († 1328) zu Lehen auf. Bei der Badenburg wurde noch 1541 die heutige Wüstung Dilshausen erwähnt. Johann von Weitershausen genannt von Bleichenbach († nach 1385) erhielt 1353 von Heinrich I. von Isenburg-Büdingen († 1378) neu gerodetes Land und Ackerland im Wiesecker Wald. Er baute die Badenburg bei Wieseck bzw. Wißmar (Wysemar) um 1356 aus, 1356/58 wurde er von Graf Johann I. von Nassau-Weilburg-Merenberg und Landgraf Heinrich II. von Hessen, später auch vom Mitregenten Landgraf Hermann II. von Hessen mit der Wohnung am Rain (= Ufer) am Badenberg belehnt. Sie stand unter der gemeinsamen Lehnsherrschaft von Hessen und Nassau.
Das Lehen kam über Gerhard von Buseck genannt Rüsser († 1474) und seine Nachkommen in den Besitz der Vasallenfamilie Weitolshausen genannt Schrautenbach – die von den Weitershausen zu unterscheiden sind –, als Philipp Rode (Roth von Burg Schwalbach) († 1531) es 1523/24 an den hessischen Rat Balthasar von Weitolshausen genannt Schrautenbach († 1529) verkaufte. Dessen Familie diente es als Wohnort. Einer ihrer Besitzer war der Generalleutnant Ludwig Balthasar von Schrautenbach-Weitolshausen (1654–1738).
Die Burg verfiel nach Zerstörungen im Dreißigjährigen Krieg und wurde im 18. und 19. Jahrhundert als Schmiede, Unterkunft für Hirten und ab 1760 als bekanntes Wirtshaus genutzt. Insbesondere Gießener Studenten nutzten die Burganlage und das Wirtshaus für Ausflüge, Pauktage, geheime Treffen und Protestauszüge. Georg Büchner versteckte sich hier mit republikanischen Revolutionären, wie Friedrich Ludwig Weidig und Karl Minnigerode, woraus der Pressverein im Juli 1834 hervorging. Nebst dem von Büchner und später durch Weidig überarbeiteten Werk der Hessische Landboten, sollten von hier aus weitere Flugschriften ausgehen.
Mit dem Bau der parallel zur Lahn verlaufenden Main-Weser-Bahn (vergleiche die Karte), die hier in einem tiefen Einschnitt liegt, wurde ein Teil des historischen Gartens der Burg zerstört.
Im Jahre 1975 wurden die Burg und das Wirtshaus – nicht ganz unter Berücksichtigung der historischen Anlagen – renoviert.